# Amegilla paracalva
Amegilla paracalva är en biart som beskrevs av Brooks 1993. Amegilla paracalva ingår i släktet Amegilla och familjen långtungebin. Inga underarter finns listade i Catalogue of Life.